# ピーター・コルベル
ピーター・コルベル（Petr Korbel、1971年6月6日 - ）は、チェコ・ハヴィジョフ出身の元卓球選手。卓球の台上技術の1つ「チキータ」の考案者としても知られる。

## 経歴
1971年、チェコスロバキア（当時）のハヴィジョフ市に生まれる。7歳から卓球を始めるものの、当時はサッカーやアイスホッケー、体操などもやっていたので練習は週に1回程度だった。12歳頃から本格的に卓球を始め、ほぼ毎日練習するようになった。18歳のときにフランスリーグで1年間プレーをし、その後ドイツのブンデスリーガでプレーをする。なお、その頃コーチングをしていたのは、日本男子コーチ経験のあるマリオ・アミズィッチである。その同年、チェコスロバキアのナショナルチームに入りシニアとしての選手デビューを果たす。1991年の第41回世界選手権千葉大会男子団体では、準々決勝で中国を破り3位に入賞した。
1996年のアトランタオリンピックでは準決勝まで進むも、王涛(中国)に敗れる。その後の3位決定戦でもロスコフ(ドイツ)に惜しくも敗れ、大舞台でのメダルを逃す。しかしコルベルは五輪で自己最高の4位という成績を残した。
2003年の世界選手権パリ大会では、2回戦で中国の劉国正を破った。
2005年のヨーロッパ選手権団体戦ではチームのベスト4進出に貢献した。世界選手権には2012年まで出場していた。

## 主な戦績
- 1988年
  - ヨーロッパユース選手権 ジュニアの部 男子シングルス優勝
- 1991年
  - 第41回世界選手権千葉大会 男子団体3位
- 1996年
  - アトランタオリンピック 男子シングルス4位
- 2000年
  - ヨーロッパ選手権ブレーメン大会 男子シングルス ベスト4
- 2001年
  - ヨーロッパトップ12 ベスト4
- 2004年
  - ITTFプロツアー・デンマークオープン 男子ダブルス優勝
- 2005年
  - ヨーロッパ選手権オーフス大会 男子団体ベスト4